# Masakr na Sandy Hook Elementary School

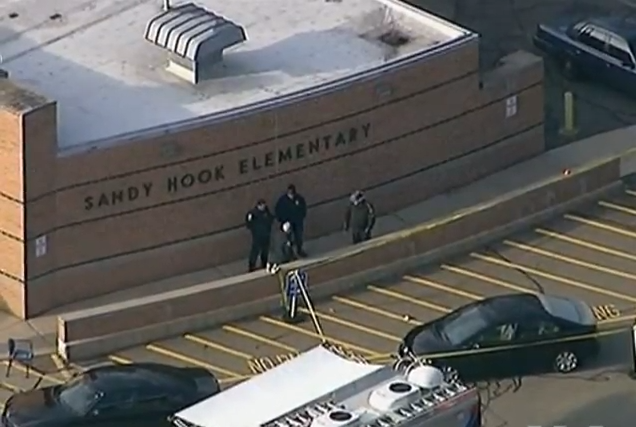
Policie před školou Sandy Hook

Masakr na Sandy Hook Elementary School je označení pro masovou vraždu, která se odehrála ráno v pátek 14. prosince 2012 na základní škole Sandy Hook v Newtownu v Connecticutu. Dvacetiletý Adam Lanza nejprve doma zastřelil svou matku a následně odjel do 8 km vzdálené základní školy, kde zastřelil 26 lidí, z toho 20 dětí ve věku 6–7 let, z nichž 18 zemřelo na místě a dvě v nemocnici. U střelce, který následně spáchal sebevraždu, byly nalezeny tři zbraně.

## Pachatel
Pachatel pocházel z rozvedeného manželství. Žil u matky, která byla rozvodem dobře zajištěná a nemusela pracovat (původní informace médií, že matka ve škole pracovala, byly mylné). Matka byla vášnivou sběratelkou zbraní a podle některých sousedů oba své syny učila střílet. Adam Lanza navštěvoval několik škol, včetně Sandy Hook Elementary, kde došlo ke střelbě. Ve třinácti letech u něj byl diagnostikován Aspergerův syndrom (forma autismu), který zřejmě zapříčinil jeho samotářskou povahu, a poruchy chování, kvůli kterým dostával antidepresiva. Na žádost matky však byla léčba medikamenty záhy ukončena. Kvůli psychickým problémům vystudoval střední školu dálkově a po jejím ukončení postupně přestal vycházet z domu a přijímat potravu. Jeho tělesnou stavbu lékaři později označili za anorektickou. Sbíral informace o masových vraždách, zejména o masakru na střední škole v Columbine, a vytvořil si seznam incidentů utříděný podle počtu obětí. V den vraždy se vyzbrojil samonabíjecí puškou a dvěma pistolemi. V autě zaparkovaném před školou policie později našla ještě nepoužitou samonabíjecí brokovnici a spoustu nepoužité munice. V domě pachatele, vedle mrtvoly jeho matky, se našla použitá opakovací malorážka (všechny zbraně a munice patřily matce).

## Průběh vraždy
Po příjezdu ke škole, zhruba v 9:30, si pachatel prostřílel cestu přes zamčené skleněné dveře. První tři oběti, ředitelka školy, zástupkyně a školní psycholožka, přiběhly přilákané nezvyklým hlukem. Pouze zástupkyně vyvázla se střelným zraněním na noze, křikem i pomocí interkomu varovala ostatní kolegy a telefonicky oznámila střelbu policii. Pachatel vstoupil do kanceláře školy, nikoho ze zaměstnanců schovaných za stoly však nespatřil a vrátil se do haly, kde postřelil další učitelku (policie neodhalila totožnost zraněné). Následně pachatel vstoupil do třídy poblíž vchodu (místnost č. 8), kde zastřelil učitelku, asistentku učitelky a 15 prvňáčků, kteří se nahrnuli do zadní části třídy, kde byly toalety. Většina obětí byla zasažena několikrát. Masakr přežila jediná holčička, která se skrčila v rohu místnosti. Poté vrah vešel do sousední, rovněž první třídy (místnost č. 10), kde také zastřelil učitelku, asistentku a 5 prvňáčků. Pravděpodobně během znovunabíjení zbraně ze třídy uteklo 9 dětí. Další dvě děti přežily schované na záchodě. Do žádné další místnosti, kde byly děti, se už pachatel nedostal, zřejmě proto, že učitelky a školník zamkli a zabarikádovali dveře, nebo jej vyrušil příjezd policie.

## Policejní zásah
Policie byla o střelbě informována v 9:35 a přibližně o 4 minuty později dorazila ke škole první policejní hlídka. Vzápětí nato (kolem 9:40) policisté slyšeli poslední výstřel. Přibližně v 9:45 policisté vnikli do budovy a ve třídě č. 10 našli tělo pachatele, který pravděpodobně spáchal sebevraždu, když uslyšel policejní sirény. Během necelých deseti minut vystřelil více než 150 ran z pušky a sebe zastřelil pistolí. Při prohledávání místa činu policisté našli dvě zraněné děti, které však následně zraněním podlehly.
Během zásahu policie zadržela v okolí školy čtyři podezřelé muže. Všechny následně propustila, když se šetřením prokázalo, že střelec byl pouze jeden a o svém činu předem s nikým nemluvil. Později téhož dne byl zadržen také starší bratr pachatele, Ryan Lanza, který však v domě matky už asi dva roky nebydlel. Jeho zatčení zapříčinily jak fámy o druhém střelci, tak zřejmě i jeho vlastní doklady, které měl bratr v době spáchání činu u sebe.

## Ohlas masakru

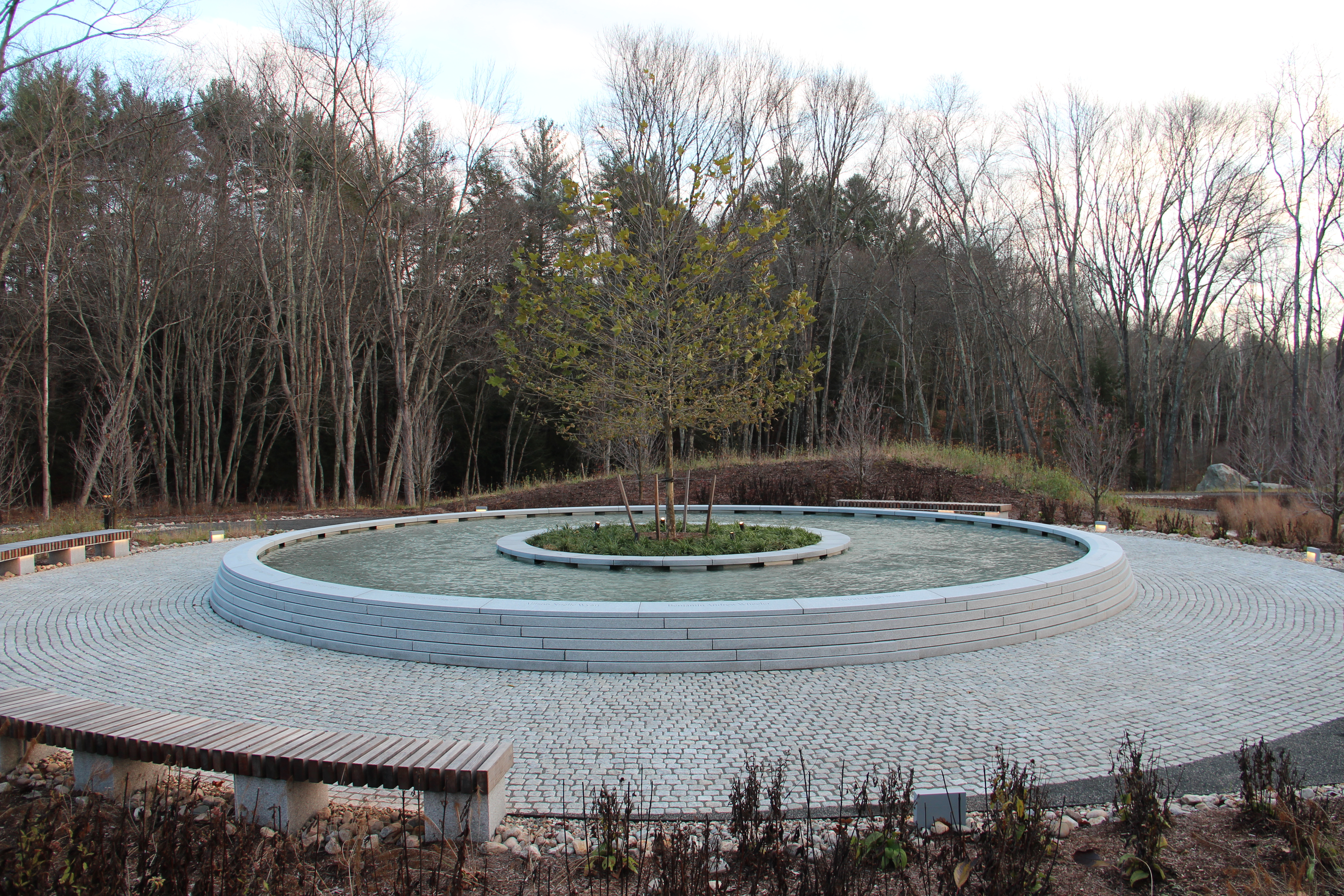
Památník obětem masakru

Tentýž den vystoupil americký prezident Barack Obama v televizi, kde se emotivně se slzami v očích k incidentu vyjádřil.
V důsledku masakru Školní rada v Newtownu požádala o policejní ochranu všech základních škol. Přítomnost policisty ve škole je v některých státech USA obvyklá, Newtown však byl považován za bezpečné město, neboť za posledních 10 let zde došlo jen k jediné vraždě.
Děti se už do školy nevrátily. Během vyšetřování chodily do školy v sousedním městě a v roce 2013 byla základní škola Sandy Hook rozhodnutím zastupitelů města Newtownu zbourána, aby dětem tuto událost nepřipomínala. Rovněž tak byl zbourán dům, kde bydlel vrah s matkou. V roce 2016 byla škola znovu otevřena, téměř na místě původního objektu byla postavena nová ekologická budova, změněny byly příjezdové cesty i parkoviště tak, aby místo ničím masakr dětem nepřipomínalo.
V roce 2022 byl poblíž školy odhalen památník obětem masakru v podobě kruhové vodní nádrže s ostrůvkem, uprostřed kterého roste strom platan. Po obvodu nádrže jsou jména obětí masakru.

### Konspirační teorie
Krátce po této tragické události se začaly šířit konspirační teorie, že se tento masakr nestal, že děti nezemřely a rodiče jsou „placení herci“. Podnětem pro teorie o spiknutí bylo zejména podivné chování Robbie Parkera, otce jedné z obětí, kterého televizní kamery zachytily, jak se směje těsně před tím, než tragickým hlasem pronesl prohlášení pro média. Robbie Parker svůj veselý výraz později vysvětloval jako reakci na vtipná slova, kterými ho jeho otec před vydáním prohlášení povzbuzoval.
Mezi hlavní šiřitele konspirační teorie patřil Alex Jones, moderátor radiové a internetové show, který své tvrzení, že událost je pouze hoaxem vytvořeným odpůrci druhého dodatku americké ústavy, rozšiřoval opakovaně a dlouhodobě, do té míry, že skalní příznivci jeho show si našli adresy rodičů obětí a začali je pronásledovat. Tím některým z nich způsobili psychologickou újmu, jiné rodiny se musely kvůli pronásledování stěhovat, mnohé z nich opakovaně. V průběhu let od tragédie se některé z rodin pokoušely s Jonesem spojit a domluvit se s ním, aby tyto lži nešířil, ale tyto pokusy dopadly neúspěšně. V roce 2018 nakonec tři rodiny obětí zažalovaly Jonese pro pomluvu a k žalobě se postupně připojovaly další rodiny. Jones opakovaně neposlechl výzvu soudů a neposkytl důkazy ani svědky svých tvrzení. V roce 2022 proběhlo několik soudů s Alexem Jonesem, ve kterých byl uznán vinným. Za pomluvu a úmyslně způsobenou psychickou újmu má rodinám obětí zaplatit odškodné ve výši 4,1 milionu dolarů.
V červnu 2024 soud nařídil likvidaci Jonesových firem za účelem plnění ve výši více než 1 miliardy dolarů.